# La mort d'un toréador
La mort d'un toréador è un cortometraggio del 1907 diretto da Louis J. Gasnier.

## Trama
Un matador scopre che sua moglie ha un amante. Lo affronta in un duello e lo ferisce. L'amante parte con sua moglie. Tornato a casa, il matador scrive una lettera a sua moglie dicendogli che il suo prossimo combattimento sarà l'ultimo. La giovane donna e l'amante vanno alla corrida. Solo lui viene ferito mortalmente e muore tra le braccia della moglie pentita.

## Date di pubblicazione
- Francia: 30 agosto 1907
- Stati Uniti d'America: 19 ottobre 1907
- Colombia: 28 settembre 1908;

## Titoli
- Austria: Drama in Sevilla
- Germania: Drama in Sevilla
- Francia: Un drame à Séville
- Regno Unito: A Drama in Seville
- Stati Uniti d'America: A Drama in Seville